# 197 Areta
197 Areta (mednarodno ime 197 Arete) je asteroid tipa S v glavnem asteroidnem pasu. 

## Odkritje
Asteroid je odkril avstrijski astronom Johann Palisa (1848 – 1925) 21. maja 1879 v Pulju . Poimenovan je po Areti, materi Nausikaje iz Homerjevega epa Odisej.

## Lastnosti
Asteroid Areta obkroži Sonce v 4,54 letih. Njegova tirnica ima izsrednost 0,160, nagnjena pa je za 8,792° proti ekliptiki. Njegov premer je 29,18 km, okoli svoje osi se zavrti v 6,54 h. Ima zelo svetlo površino. Celo za kamnite asteroide je nenavadno svetel.